# Al Jolson
Al Jolson, nome artístico de Asa Yoelson, (Seredžius, Lituânia, 26 de Maio de 1886 — San Francisco, 23 de Outubro de 1950) foi um cantor e ator que se consagrou nos Estados Unidos, tanto no cinema como na música.
Nascido na Lituânia, tornou-se um dos grandes ícones da cultura popular dos Estados Unidos durante a primeira metade do século 20. A data de seu nascimento é até os dias de hoje tema de muitas discussões, no caso, se não sabendo ao certo o ano de seu nascimento - 1885 ou 1886 - embora, a segunda opção seja a mais aceita nos dias atuais. Também se notabilizou por suas performances em que aparecia pintado com a cor preta.
Nascido numa família judaica, emigrou para os Estados Unidos em 1893, mais precisamente para a capital Washington.
Sua carreira teve início no ano de 1909 como ator, principalmente em comédias, e cantor; porém, seu primeiro destaque na carreira ocorreu em 1911 na Broadway, quando conseguiu um papel no espetáculo "La Belle Paree". No cinema, sua primeira aparição se deu em 1923; no entanto, sua carreira cinematográfica será sempre lembrada por sua participação no primeiro filme falado da história - "O Cantor de Jazz" - de 1927.

## O Cantor de Jazz
Al Jolson foi o ator principal do filme O Cantor de Jazz (The Jazz Singer) considerado como o primeiro filme de grande duração com falas e canto sincronizado na película. É um filme musical norte-americano estreado em 6 de outubro de 1927. A partir daí os filmes mudos serão totalmente substituídos pelos filmes falados ou talkies, que passarão a ser a grande novidade.
Na verdade sempre existiu a fala e o canto no cinema, pois em muitas das primeiras projeções os atores e atrizes cantavam escondidos atrás da tela, como uma dublagem, assim como muitos pianistas ficavam a frente da tela, improvisando, enquanto a projeção dos primeiros curtas seguia. Por isto O Cantor de Jazz é considerado o primeiro filme onde o som estava gravado ou registrado na película.
The Jazz Singer foi produzido pela Warner Bros. com o sistema sonoro Vitaphone. Al Jolson, famoso cantor de jazz da época, canta várias canções no filme, dirigido por Alan Crosland. A história é baseada numa peça de mesmo nome, um grande sucesso da Broadway em 1925, remontada em 1927, com George Jessel no papel principal.
Foi um dos primeiros filmes a ganhar o Oscar, dividindo a premiação especial com O Circo de Charlie Chaplin.

## A Trama
A história de O Cantor de Jazz começa com o jovem Jakie Rabinowitz desafiando as tradições de sua família judia tradicional, cantando numa casa de diversões norte-americana canções populares da época. Punido por seu pai, um Chazan ou cantor litúrgico da sinagoga, que queria ver seu filho seguir seus passos, Jakie foge de casa. Anos depois se torna um cantor de jazz de sucesso, mas sempre em conflito com as relações com sua família e herança cultural.

## A produção e seus antecedentes
Antes de entregar o papel principal a Al Jolson, a Warner tentou contratar o ator que fazia o papel na Broadway, entretanto Jessel pediu um salário muito alto. A Warner foi então atrás de Eddie Cantor, que também recusou o papel.
Segundo o historiador de cinema Donald Crafton, Al Jolson "que cantou canções jazzísticas (minstrel) num rosto pintado de preto, alcançou o ápice de sua popularidade. Antecipando o sucesso de inúmeros cantores, crooners e cantores de rock, Jolson eletrificou platéias, com a vitalidade e a sensualidade de suas canções e gestualidade, que deveu muito a influência africana nos Estados Unidos.".
O minstrel' ou minstrel show, no qual se fundamenta a interpretação musical de Jolson neste filme, é um tipo de teatro norte-americano de variedades que surgiu em 1830, onde alternadamente são apresentados dança, música, esquetes cômicos, atos variados, por atores brancos, de ascendência europeia, com a cara pintada de negro, tentando personificar de forma caricatural os negros norte-americanos. Depois da guerra civil, os atores eram frequentemente negros pintados de negro. No minstrel os negros são retratados como ignorantes, preguiçosos, supersticiosos e musicais. Sobreviveu como divertimento interpretado por atores profissionais até 1910, continuando de forma amadora até 1950 . Em 1960 com as primeiras vitórias nas lutas pelos direitos civis e contra o racismo nos Estados Unidos, esta forma perdeu totalmente a sua popularidade.
Em The Jazz Singer Al Jolson canta duas canções populares como o jovem Jakie Rabinowitz, o futuro cantor de jazz e seu pai interpreta o Kol Nidre como cantor litúrgico ou Chazan (do hebraico חזן cantor). Neste filme outro famoso Chazan da época Jossele Rosenblatt, interpretando a si mesmo, canta outra canção litúrgica. Como o adulto Jack Robin, Jolson canta outras seis canções, cinco canções "jazzísticas" e o Kol Nidre.
Este filme, que custou US$ 422 000 uma grande quantia para os padrões da Warner, foi um enorme sucesso de público.

## Personagens deO Cantor de Jazz
- Al Jolson - Jakie Rabinowitz (Jack Robin)
- May McAvoy - Mary Dale
- Warner Oland - Cantor Rabinowitz
- Eugenie Besserer - Sara Rabinowitz
- Otto Lederer - Moisha Yudelson
- Bobby Gordon - Jakie Rabinowitz (aos 13 anos)
- Richard Tucker - Harry Lee

## Recepção e impacto
Como a maioria das salas ainda não estavam preparadas para a projeção de filmes sonoros, o filme foi inicialmente exibido fora das grandes cidades em uma versão silenciosa. Apenas no ano seguinte este filme foi exibido nacionalmente em sua versão falada e cantada.
Em 1998 este filme foi escolhido pelo American Film Institute como um dos melhores filmes norte-americanos de todos os tempos.

## Debate da crítica sobre a interpretação no filme
Segundo o pesquisador Corin Willis, o uso da face negra pintada pela personagem Jack Robin em O Cantor de Jazz:

é uma exploração artística e expressiva da noção de duplicidade e hibridismo étnico dentro do que pode ser chamado identidade norte-americana. Dos mais de setenta exemplos de rosto pintado nos primeiros filmes sonoros de 1927 a 1953 que eu vi, mesmo as novas aparição de Jolson em outros filmes, The Jazz Singer é único e o único onde a face pintada de negro é central ao desenvolvimento narrativo e temático.

## Prêmios
- Oscar Especial a Warner Bros, ao produtor Darryl F. Zanuck, "pela excelente produção, pioneira dos filmes falados, que revolucionou a indústria cinematográfica"
- Oscar a Alfred A. Cohn pela excepcional adaptação da peça teatral ao cinema.
- Oscar a Nugent Slaughter pela sonoplastia (engineering effects).

## Filmografia
- Mammy's Boy (1923)
- A Plantation Act (1926)
- O Cantor de Jazz (1927)
- The Singing Fool (1928)
- Hollywood Snapshots No. 11 (1929)
- Sonny Boy (1929)
- Say It with Songs (1929)
- New York Nights (1929)
- Mammy (1930)
- Show Girl in Hollywood (1930)
- Big Boy (1930)
- Hallelujah I'm a Bum (1933)
- Wonder Bar (1934)
- Go into Your Dance (1935)
- Paramount Headliner: Broadway Highlights No. 1 (1935)
- The Singing Kid (1936)
- Hollywood Handicap (1938)
- Rose of Washington Square (1939)
- Hollywood Cavalcade (1939)
- Swanee River (1939)
- Rhapsody in Blue (1945)
- The Jolson Story (1946)
- Screen Snapshots: Off the Air (1947)
- Jolson Sings Again (1949)
- Oh, You Beautiful Doll (1949)
- Screen Snapshots: Hollywood's Famous Feet (1950)

## Canções
- That Haunting Melodie (1911)
- Ragging the Baby to Sleep (1912)
- The Spaniard That Blighted My Life (1912)
- That Little German Band (1913)
- You Made Me Love You (1913)
- Back to the Carolina You Love (1914)
- Yaaka Hula Hickey Dula (1916)
- I Sent My Wife to the Thousand Isles (1916)
- I'm All Bound Round With the Mason Dixon Line (1918)
- Rock-A-Bye Your Baby With A Dixie Melody (1918)
- Tell That to the Marines (1919)
- I'll Say She Does (1919)
- I've Got My Captain Working for Me Now (1919)
- Swanee (1920)
- Avalon (1920)
- O-H-I-O (O-My! O!) (1921)
- April Showers (1921)
- Angel Child (1922)
- Coo Coo' (1922)
- Oogie Oogie Wa Wa (1922)
- That Wonderful Kid From Madrid (1922)
- Toot, Toot, Tootsie (1922)
- Juanita (1923)
- California, Here I Come (1924)
- I Wonder What's Become of Sally? (1924)
- All Alone (1925)
- I'm Sitting on Top of the World (1926)
- When the Red, Red, Robin Comes Bob, Bob, Bobbin' Along (1926)
- Back in Your Own Backyard (1928)
- My Mammy (1928)
- There's a Rainbow 'Round My Shoulder (1928)
- Sonny Boy (1928)
- Little Pal (1929)
- Liza (All the Clouds'll Roll Away) (1929)
- Let Me Sing and I'm Happy (1930)
- The Cantor (A Chazend'l Ofn Shabbos) (1932)
- Ma Blushin' Rosie (1946)
- Anniversary Song (1946)
- Alexander's Ragtime Band (1947)
- Carolina in the Morning (1947)
- About a Quarter to Nine (1947)
- Waiting for the Robert E. Lee (1947)
- Golden Gate (1947)
- When You Were Sweet Sixteen (1947)
- If I Only Had a Match (1947)
- After You've Gone (1949)
- Is It True What They Say About Dixie? (1949)
- Are You Lonesome Tonight? (1950)